# Тайны мукама
«Тайны мукама» — туркменский советский фильм 1973 года снятый на киностудии «Туркменфильм» режиссёром Алты Карлиевым.

## Сюжет
Середина 1920-х годов. В Туркмению приезжает собиратель народных песен русский исследователь В. А. Успенский. 
В одном из аулов старый певец и музыкант Дидар-бахши рассказывает ему о своей матери Каркаре — первой женщине-бахши в Туркмении. 
Втайне от отца девушка научилась она играть на дутаре, секретам виртуозной игры её обучил музыкант Довран, раскрыв ей тайны мукама.
Её пение однажды услышал сам Дашберды-хан, влюбился в девушку, но она отвергла его и, опасаясь мести ревности, сбежала с Довраном. 
Оскорбленный отказом Дашберды-хан приказал слуге убить Доврана.
Через много лет Каркара возвратилась в родной аул уже знаменитой бахши. На песенном турнире между Каркара и ханским любимцем Гаджалы бахши, где победу одержала Каркара, состоялось не просто захватывающее состязание за право называться лучшим бахши, но за право женщины брать в руки дутар.

## В ролях
- Елизавета Караева — Каркара
- Владимир Краснопольский — Успенский
- Алты Карлиев — Сарман
- Хоммат Муллык — Дашберды-хан
- Акмурад Чарыев — Довран
- Таттыбюбю Турсунбаева — Булан
- Мурад Ниязов — Годжали-бахши
- Курбан Кельджаев — Дидар-бахши
- Шукур Кулиев — эпизод
- Антонина Рустамова — эпизод
- Акмурад Бяшимов — эпизод
- Дурды Сапаров — эпизод
- Огулькурбан Дурдыева — эпизод

## Фестивали и награды
- 1974 — VII Всесоюзный кинофестиваль — премия за режиссуру Алты Карлиеву, первая премия за лучшее исполнение женской роли Елизавете Караевой
- 1976 — за фильм «Тайны мукама» режиссёр фильма Алты Карлиев удостоен Государственная премия Туркменской ССР (посмертно)